# 20 juillet
Pour les articles homonymes, voir Vingt-Juillet.
20 juin 20 août
Chronologies thématiques
- Croisades
- Ferroviaires
- Sports
- Disney
- Anarchisme
- Catholicisme

Abréviations / Voir aussi
- (° 1852) = né en 1852
- († 1885) = mort en 1885
- a.s. = calendrier julien
- n.s. = calendrier grégorien
- Calendrier
- Calendrier perpétuel
- Liste de calendriers
- Naissances du jour

Le 20 juillet est le 201e jour de l'année du calendrier grégorien, 202e lorsqu'elle est bissextile, il en reste ensuite 164.
Son équivalent  était généralement le 2 thermidor du calendrier républicain / révolutionnaire français, officiellement dénommé jour du bouillon-blanc (une espèce de plante).

## Événements

### XIVesiècle
- 1397 : les royaumes de Suède, de Norvège et du Danemark s'unissent lors de la signature de l'union de Kalmar.

### XVesiècle
- 1402 : bataille à Ankara.

### XVIIIesiècle
- 1785 : tremblement de terre en Haïti.

### XIXesiècle
- 1810 : Florero de Llorente, première indépendance de la Colombie (voir commémorations infra).
- 1866 : bataille de Lissa.

### XXesiècle
- 1906 : réintégration d'Alfred Dreyfus dans l'armée, avec le grade de capitaine.
- 1933 : concordat entre le Saint-Siège et le Troisième Reich.
- 1942 : révolte des ombrelles au Cambodge.
- 1944 : complot contre Adolf Hitler (voir film Le 20 Juillet).
- 1951 : assassinat du roi Abdallah Ier de Jordanie.
- 1954 : accords de Genève, fin de la guerre d'Indochine.
- 1969 : premier alunissage connu d'êtres humains (voir sciences et techniques ci-après).
- 1998 : Jigme Thinley devient premier ministre du Bhoutan.

### XXIesiècle
- 2012 : résolution n°2059 du Conseil de sécurité des Nations unies à propos de la mission de supervision des Nations unies en Syrie et de la situation alors en cours au Moyen-Orient.
- 2025 : au Japon, le Parti libéral-démocrate du Premier ministre Shigeru Ishiba (photo) perd la majorité absolue à la Chambre des conseillers[1].

## Arts, culture et religion
- 514 : début du pontificat du pape chrétien Hormisdas.
- 1221 : Ferdinand III de Castille et l'évêque Don Mauricio posent la première pierre de la cathédrale de Burgos en Espagne actuelle.
- 1606 : le cardinal Scipion Borghese acquiert le scandaleux tableau La Madone des palefreniers du peintre Le Caravage.
- 1975 : au Japon, l'Exposition spécialisée de 1975 est inaugurée.

## Sciences et techniques
- 1639 : la dentellière Kirstine Svensdatter découvre la plus longue des deux cornes d'or de Gallehus.
- 1969 : le module lunaire d'Apollo 11 se pose sur la Lune, transportant notamment à son bord Neil Armstrong et Buzz Aldrin qui deviendront le lendemain les premiers humains à marcher sur le sol de notre satellite naturel.
- 1976 : le lander de Viking 1 réussit le premier atterrissage opérationnel sur la planète Mars.
- 2021 : la fusée suborbitale New Shepard, de Blue Origin, effectue son premier vol habité, avec quatre passagers dont le milliardaire Jeff Bezos et l'aviatrice Wally Funk[2].

## Économie et société
- 2005 : entrée en vigueur de la Loi sur le mariage civil qui légalise le mariage entre conjoints de même sexe au Canada.
- 2012 : James Eagan Holmes tue douze personnes et en blesse 59 autres dans une fusillade à Aurora.
- 2021 : en Chine, des inondations affectent la province du Henan. 370 000 habitants sont évacués[3], 3 millions sont sinistrés[4] et au moins 33 personnes sont décédées[5].
- 2023 : en Nouvelle-Zélande, une fusillade à Auckland, cause la mort de trois personnes et en blesse sept autres[6].

## Naissances

### IXesiècle
- 810 : Mouhammad al-Bukhârî (محمد البخاري en arabe, dit aussi l'imam B(o)ukhari ou al-Boukhari ; ou Abou ‘Abd-'Allah Mouhammad ibn Isma’îl ibn Ibrahim ibn al-Moughira), imam et érudit musulman sunnite d'origine perse et de famille pouvant être issue de la région de Boukhara en actuel Ouzbékistan († à la date traditionnellement admise du 1er septembre 870).

### XIVesiècle
- 1304 : Pétrarque (Francesco Petrarca dit), poète italien († 19 juillet 1374).
- 1369 : Pierre de Luxembourg, prélat français († 2 juillet 1387).

### XVIesiècle
- 1537 : Arnaud d'Ossat, écrivain, diplomate et prélat français († 15 mars 1604).
- 1573 : Ahn Bang-jun, écrivain et homme politique coréen († 13 novembre 1654).

### XVIIesiècle
- 1620 : Nicolas Heinsius, diplomate néerlandais († 7 octobre 1681).
- 1700 : Henri Louis Duhamel du Monceau, homme politique et scientifique français († 22 août 1782).

### XVIIIesiècle
- 1743 : Costillares (Joaquín Rodríguez dit), matador espagnol († 27 janvier 1800).
- 1754 : Antoine Destutt de Tracy, philosophe et homme politique français († 9 mars 1836).
- 1774 : Auguste Frédéric Louis Viesse de Marmont, militaire français († 3 mars 1852).
- 1797 : Paweł Edmund Strzelecki, explorateur et géologue polonais († 6 octobre 1873).

### XIXesiècle
- 1804 : Richard Owen, biologiste britannique († 18 décembre 1892).
- 1822 : Gregor Mendel, moine et botaniste tchèque († 6 janvier 1884).
- 1836 : Ignace Hoff, sous-officier français, héros du siège de Paris († 25 mai 1902).
- 1838 : Augustin Daly, homme de théâtre américain († 7 juin 1899).
- 1847 : Max Liebermann, peintre allemand († 8 février 1935).
- 1864 : Erik Axel Karlfeldt, poète suédois, lauréat du prix Nobel de littérature 1931 († 8 avril 1931).
- 1872 : Déodat de Séverac, compositeur français († 24 mars 1921).
- 1873 : Alberto Santos-Dumont, aviateur brésilien († 23 juillet 1932).
- 1892 : Gilberto Bosques, diplomate mexicain († 4 juillet 1995).
- 1893 : George Llewelyn Davies, jeune britannique ayant inspiré le personnage de Peter Pan († 15 mars 1915).
- 1895 : László Moholy-Nagy, peintre et photographe américain († 24 novembre 1946).
- 1897 : Tadeusz Reichstein, chimiste polonais, lauréat du prix Nobel de physiologie ou médecine 1950 († 1er août 1996).

### XXesiècle
- 1902 : Paul Yoshigoro Taguchi (田口芳五郎), prélat japonais († 23 février 1978).
- 1904 : 
  - René Couzinet, ingénieur en aéronautique français († 16 décembre 1956).
  - Molly Keane, écrivaine irlandaise († 22 avril 1996).
- 1905 :
  - Gisèle de Failly, pédagogue en psychologie française († 4 mars 1989).
  - Carl-Adam Stjernswärd, officier et cavalier suédois de concours complet († 18 mars 1981).
- 1909 : Mireille Balin, actrice française († 9 novembre 1968).
- 1910 : André Soubiran, médecin et écrivain français († 29 juillet 1999).
- 1912 : Lucette Destouches, danseuse classique française, seconde épouse et veuve centenaire de Louis-Ferdinand Céline († 8 novembre 2019).
- 1914 : Ersilio Tonini, prélat italien, doyen d'âge du Collège cardinalice († 28 juillet 2013).
- 1915 : Ibolya Csák, athlète hongroise († 9 février 2006).
- 1918 : Cindy Walker, chanteuse et compositrice américaine († 23 mars 2006).
- 1919 : sir Edmund Hillary, alpiniste néo-zélandais, premier vainqueur de l'Everest en 1953 († 11 janvier 2008).
- 1921 :
  - Francis Blanche, acteur et humoriste français († 6 juillet 1974).
  - Ted Schroeder, joueur de tennis américain († 26 mai 2006).
- 1923 : Szmul Gutman dit Simon Gutman, déporté franco-polonais, survivant et témoin de la Shoah († 5 octobre 2020).
- 1924 :
  - Michel Alliot, universitaire français († 8 février 2014).
  - Josip Uhač, prélat yougoslave († 18 janvier 1998).
- 1925 :
  - Lola Albright, actrice américaine († 23 mars 2017).
  - Narciso de Andrade, écrivain, poète et journaliste brésilien († 29 décembre 2007).
  - Jacques Delors, économiste et homme politique français, député européen, ministre des Finances et président de la Commission européenne († 27 décembre 2023).
  - Frantz Fanon, psychiatre et essayiste français († 6 décembre 1961).
- 1927 : 
  - Michael Gielen, chef d'orchestre et compositeur autrichien († 8 mars 2019).
  - Jack Horner, homme politique canadien, deux fois ministre († 18 novembre 2004).
- 1928 : Pierre Riboulet, architecte et urbaniste français († 21 octobre 2003).
- 1930 : Pierre Joatton, prélat français († 22 novembre 2013).
- 1932 : Nam June Paik, artiste américain († 29 janvier 2006).
- 1933 : 
  - Buddy Knox, chanteur et guitariste américain († 14 février 1999).
  - Michelle Senlis (Michelle Fricault dite), parolière française, avec Jean Ferrat, Juliette Gréco, Fabienne Thibeault et Hugues Aufray († 21 juillet 2020).
  - Cormac McCarthy, écrivain américain († 13 juin 2023).
- 1936 : Saginaw Grant (en) (Saginaw Morgan Grant), acteur, musicien, danseur, porte-parole et chef héréditaire d'une nation amérindienne († 27 juillet 2021).
- 1938 :
  - Tony Oliva, joueur de baseball professionnel américain d’origine cubaine.
  - Diana Rigg, actrice britannique († 10 septembre 2020).
  - Natalie Wood, actrice américaine († 29 novembre 1981).
- 1940 : Gérard Guégan, écrivain et journaliste français, ancien critique cinématographique.
- 1941 : Vladimir Liakhov, cosmonaute soviétique puis ukrainien († 19 avril 2018).
- 1942 : Yves Mourousi, journaliste français († 7 avril 1998).
- 1943 : Chris Amon, pilote automobile néo-zélandais († 3 août 2016).
- 1944 : Olivier de Kersauson, navigateur français.
- 1945 :
  - Kim Carnes, chanteuse américaine.
  - John Lodge, bassiste britannique du groupe The Moody Blues.
- 1946 : Randal Kleiser, réalisateur américain.
- 1947 :
  - Gerd Binnig, physicien allemand, lauréat du prix Nobel de physique 1986.
  - Carlos Santana, musicien mexicain.
- 1948 : Françoise Rudetzki, victime française d'un attentat, présidente fondatrice puis déléguée générale de l'association SOS Attentats de victimes de terrorisme et leurs proches, membre du CESE († 18 mai 2022).
- 1951 : 
  - Hergo (Henri Godineau dit), photographe français († 28 janvier 2020).
  - Larry Black, athlète américain, spécialiste du sprint († 8 février 2006).
  - Brigitte Catillon, actrice et réalisatrice française.
- 1952 : Ian Ferguson, céiste néo-zélandais, quadruple champion olympique.
- 1953 : Vladimir Akimov, joueur de water-polo soviétique, champion olympique († 5 octobre 1987).
- 1955 : René-Daniel Dubois, scénariste et dramaturge québécois.
- 1956 :
  - Paul Cook, musicien britannique, batteur du groupe Sex Pistols.
  - Mima Jaušovec, joueuse de tennis yougoslave.
  - Philippe Lemoine, affichiste de cinéma français.
  - Jim Prentice (Peter Eric James Prentice dit), homme politique canadien († 13 octobre 2016).
- 1962 : 
  - Emmanuel Niyonkuru, homme politique burundais († 1er janvier 2017).
  - Rochelle Redfield, actrice franco-américaine de sitcoms françaises.
- 1963 : Paula Ivan, athlète roumaine, championne olympique du 1500 m.
- 1964 :
  - Chris Cornell, musicien américain, chanteur et guitariste du groupe Soundgarden († 18 mai 2017).
  - Terri Irwin, naturaliste, défenseur de la nature et auteur américano-australienne.
  - Dean Winters, acteur américain.
- 1965 : 
  - Jeroo Billimoria, entrepreneuse sociale indienne.
  - Li Yuwei, tireur sportif chinois, champion olympique.
  - Laurent Lucas, acteur français.
- 1966 :
  - Aisha Abubakar, femme politique nigériane.
  - Stone Gossard, guitariste américain du groupe Pearl Jam.
  - Brice Fournier, acteur français.
- 1967 : Indra (Indra Kuldasaar dite), chanteuse et danseuse suédoise.
- 1968 : Jimmy Carson, joueur de hockey sur glace américain.
- 1969 : Josh Holloway, acteur américain.
- 1971 : Sandra Oh, actrice canadienne.
- 1972 : Stéphane Bancel, homme d'affaires et milliardaire français.
- 1973 : 
  - Omar Epps : acteur américain.
  - Peter Forsberg, joueur de hockey sur glace suédois.
- 1974 : Bonny B. (Su Pheaktra Bonnyface Chanmongkhon dit), musicien cambodgien.
- 1975 : 
  - Ray Allen, basketteur américain.
  - Aimee Mullins, athlète handisport américaine.
- 1978 :
  - Pavel Datsiouk (Павел Валерьевич Дацюк), joueur de hockey sur glace russe.
  - Cédric Heymans, rugbyman français.
  - Will Solomon, basketteur américain.
  - Adam Szustak, dominicain polonais.Gisele Bündchen lors d'un défilé de mode
- 1979 :

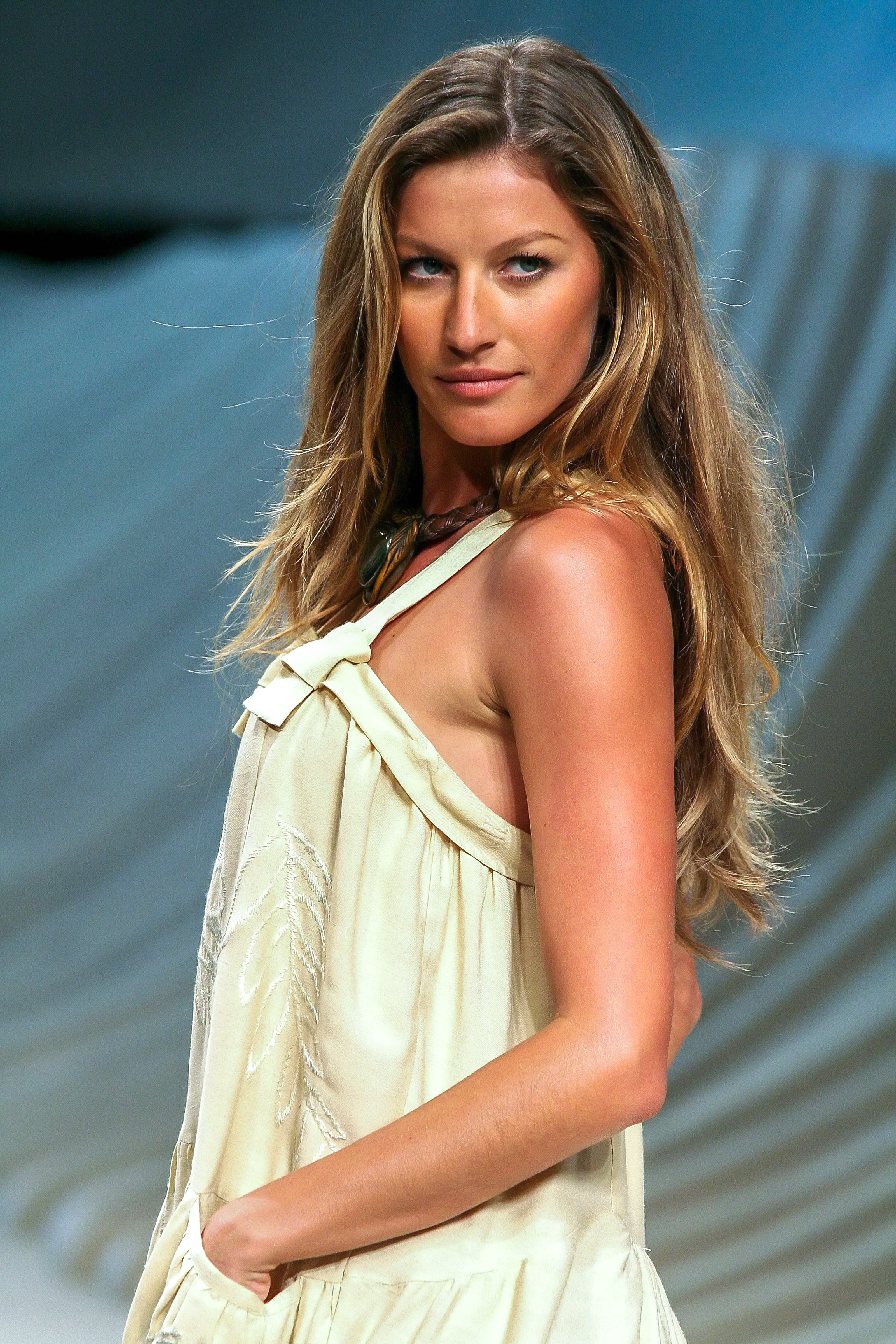
Gisele Bündchen lors d'un défilé de mode

  - Anaïs Baydemir, présentatrice franco-turque de météo télévisée.
  - Miklos Fehér, footballeur hongrois († 25 janvier 2004).
- 1980 :
  - Gisele Bündchen, mannequine brésilienne.
  - Enora Malagré, co-animatrice française de télévision et de radio.
- 1981 : Samir Lemoudaâ, footballeur algérien.
- 1982 :
  - Percy Daggs III, acteur américain.
  - Ebru Kocaağa, mannequin et actrice turque.
  - Antoine Vermette, joueur de hockey sur glace québécois.
- 1984 : Steve Wembi, journaliste d'investigation et criminologue congolais.
- 1985 : John Francis Daley, acteur américain.
- 1986 : Sophie Mourousi, comédienne et metteuse en scène française.
- 1988 : Julianne Hough, chanteuse, danseuse et actrice américaine.
- 1990 : 
  - Steven Joseph-Monrose, footballeur français.
  - Wendie Renard, footballeuse française.
  - Éric Tié Bi, footballeur ivoirien.
  - Amine Tiza, footballeur algérien.
- 1991 : Andrew Shaw, joueur de hockey sur glace professionnel canadien.
- 1992 : 
  - Noh Jin-kyu, patineur de vitesse sur piste courte sud-coréen († 3 avril 2016).
  - Gertrude Prombove, lutteuse camerounaise.
  - Inès Reg, humoriste française.
- 1993 : 
  - Alycia Debnam-Carey, actrice australienne.
  - Lucas Digne, footballeur français.
- 1994 : Antony Labanca, basketteur français.
- 1999 : Alexandra de Hanovre, princesse allemande.

### XXIesiècle
- 2002 : Isabel Medina Peralta, militante néonazie et phalangiste espagnole.

## Décès

### IXesiècle
- 833 : Anségise de Fontenelle, saint et diplomate franc (° 770).

### XIesiècle
- 1031 : Robert II dit le pieux, deuxième roi capétien direct des Francs de 996 à sa mort, l'un des souverains de l'an mil de notre ère (° vers 972).

### XIIesiècle
- 1156 : Toba, empereur du Japon (° 24 février 1103).

### XIVesiècle
- 1320 : Oshin, roi d'Arménie (° 1283).
- 1332 : Thomas Randolph, soldat et diplomate écossais (° 1278).
- 1351 : Boleslas III, duc de Płock (° entre 1322 et 1330).
- 1387 : Robert IV d'Artois, comte d'Eu (° 1356).

### XVesiècle
- 1453 : Enguerrand de Monstrelet, chroniqueur français (° 1390).
- 1454 : Jean II, roi de Castille (° 6 mars 1405).

### XVIesiècle
- 1514 : György Dózsa, chef militaire transylvanien (° 1470).
- 1524 : Claude, reine de France (° 13 octobre 1499).

### XVIIIesiècle
- 1756 : Everard Otto, jurisconsulte, professeur d'université et écrivain allemand (° 3 septembre 1685).
- 1793 : Antoine Bruny d'Entrecasteaux, navigateur français (° 8 novembre 1737).

### XIXesiècle
- 1817 : Jean-Baptiste-Antoine Suard, académicien français (° 15 janvier 1732).
- 1819 : John Playfair, mathématicien britannique (° 10 mars 1748).
- 1839 : Madeleine Yi Yong-hui, martyre en Corée (° 1809).
- 1866 : Bernhard Riemann, mathématicien allemand (° 17 septembre 1826).
- 1870 : Jules de Goncourt, écrivain français (° 17 décembre 1830).
- 1886 :
  - Jules Cayrade, homme politique français (° 5 avril 1840).
  - Charles Jourdain, philosophe français (° 24 juillet 1817).
  - Jacob Karsman, activiste flamingant néerlandais (° 22 janvier 1818).
- 1886 : Jean-Louis Gintrac, peintre, dessinateur et lithographe français (° 7 novembre 1808).
- 1889 : Anton Ausserer, naturaliste allemand (° 5 juillet 1843).

### XXesiècle
- 1903 : Léon XIII (Vincenzo Gioacchino Raffaele Luigi Pecci dit), 256e pape, ayant exercé de 1878 à 1903 (° 2 mars 1810).
- 1904 : Marcus Goldman, homme d'affaires germano-américain (° 9 décembre 1821).
- 1908 : Dimítrios Vikélas, homme d'affaires et écrivain grec (° 15 février 1835).
- 1910 : Anderson Dawson, homme politique australien (° 16 juillet 1863).
- 1923 : Pancho Villa, révolutionnaire mexicain (° 5 juin 1878).
- 1926 : Félix Dzerjinski (Феликс Эдмундович Дзержинский), homme politique soviétique (° 11 septembre 1877).
- 1928 : Per Olof Christopher Aurivillius, entomologiste suédois (° 15 janvier 1853).
- 1932 : René Bazin, écrivain français (° 26 décembre 1853).
- 1936 : José Sanjurjo, militaire espagnol (° 28 mars 1872).
- 1937 : Guglielmo Marconi, physicien, inventeur et homme d’affaires italien (° 25 avril 1874).
- 1942 : Germaine Dulac, réalisatrice française (° 17 novembre 1882).
- 1943 : Martin Faust, acteur et réalisteur américain (° 16 janvier 1886).
- 1944 :
  - Giuseppe Beotti, prêtre italien, tué par les nazis, martyr catholique (° 26 août 1912).
  - Mildred Harris, actrice américaine (° 29 novembre 1901).
- 1945 : Paul Valéry, écrivain et académicien français (° 30 octobre 1871).
- 1948 : Pierre Boisson, haut fonctionnaire français (° 19 juin 1894).
- 1952 : Ferdinand Lot, médiéviste français (° 20 septembre 1866).
- 1955 : 
  - Carlo Simoneschi, acteur et réalisateur italien (° 25 août 1878).
  - Calouste Gulbenkian, homme d'affaires britannique (° 29 mars 1869).
- 1959 : William Leahy, amiral américain (° 6 mai 1875).
- 1966 : Julien Carette, acteur français (° 23 décembre 1897).
- 1969 : Roy Hamilton, chanteur américain (° 16 avril 1929).
- 1973 : Bruce Lee, acteur américain (° 27 novembre 1940).
- 1975 : Juan Belmonte Campoy, matador espagnol (° 28 février 1918).
- 1977 : Gary Kellgren (en), ingénieur du son et réalisateur artistique américain (° 7 avril 1939).
- 1980 : Roger de Vilmorin, horticulteur et généticien français (° 12 septembre 1905).
- 1982 : Jean Girault, réalisateur français (° 9 mai 1924).
- 1987 : Richard Egan, acteur américain (° 29 juillet 1921).
- 1989 : Mercy Hunter, artiste, calligraphe et enseignante nord-irlandaise (° 22 janvier 1910).
- 1990 : Sergueï Paradjanov (Սարգիս Հովսեպի Պարաջանյան), réalisateur arménien (° 9 janvier 1924).
- 1991 : Rellys (Henri Marius Roger Bourelly dit), acteur français (° 15 décembre 1905).
- 1994 : Paul Delvaux, peintre belge (° 23 septembre 1897).
- 1999 : Sandra Gould, actrice américaine (° 23 juillet 1916).

### XXIesiècle
- 2001 : Carlo Giuliani, poète et anarchiste italien (° 14 mars 1978).
- 2005 : James Doohan, acteur américain (° 3 mars 1920).
- 2006 :
  - Ugo Attardi, peintre italien (° 12 mars 1923).
  - Gérard Oury, acteur, réalisateur et scénariste français académicien ès beaux-arts (° 29 avril 1919).
  - Edward « Ted » Grant (Isaac Blank dit), homme politique sud-africain (° 9 juillet 1913).
- 2007 : Antônio Carlos Magalhães, homme politique brésilien (° 4 septembre 1927).
- 2011 : Lucian Freud, peintre figuratif britannique (° 8 décembre 1922).
- 2012 : Simon Ward, acteur britannique (° 16 octobre 1941).
- 2013 :
  - Patrice Abeille, homme politique français, indépendantiste de Savoie (° 9 mars 1954).
  - John Casablancas, fondateur de l'agence Elite (° 22 décembre 1942).
  - Pierre Fabre, entrepreneur français, directeur des laboratoires éponymes et propriétaire du Castres olympique (° 16 avril 1926).
  - Patrick Moriau, homme politique belge (° 11 mars 1951).
  - Helen Thomas, journaliste de terrain américaine (° 4 août 1920).
- 2014 : Saybattal Mursalimov, cavalier soviétique de concours complet (° 20 novembre 1930).
- 2017 :
  - Chester Bennington, chanteur américain  (° 20 mars 1976).
  - Claude Rich, acteur français (° 8 février 1929).
- 2018 :
  - Michael Lapage, rameur d'aviron britannique (° 15 novembre 1923).
  - Mitsuo Matayoshi, homme politique japonais (° 5 février 1944).
  - Haydn Morgan, joueur de rugby à XV britannique (° 30 juillet 1936).
  - Heinz Schilcher, footballeur autrichien (° 14 avril 1947).
  - Christoph Westerthaler, footballeur autrichien (° 11 janvier 1965).
- 2019 :
  - Paddy Bassett, agronome néo-zélandaise (° 15 juillet 1918).
  - Francesco Saverio Borrelli, magistrat italien (° 12 avril 1930).
  - Alain Bournazel, haut fonctionnaire, essayiste et homme politique français (° 3 juin 1941).
  - Roberto Fernández Retamar, poète et essayiste cubain (° 9 juin 1930).
- 2020 :
  - Saskia Cohen-Tanugi, metteur en scène de théâtre, dramaturge, professeure de théâtre, actrice et scénariste française (° 24 novembre 1958).
  - Lone Dybkjær, femme politique danoise (° 23 mai 1940).
- 2021 : 
  - Françoise Arnoul (Françoise Annette Marie Mathilde Gautsch dite), comédienne française (° 9 juin 1931).
  - James H. Bramble, mathématicien américain (° 1er décembre 1930).
  - Rita Brantalou (Jacques Pradel dit), fantaisiste musical français, la grande folle des émissions de Collaro et son Ratatouille[7],[8] (° 8 juillet 1948).
- 2023 :
  - Arnaud Bédat, journaliste suisse (° 8 mars 1965).
  - Albert Boton, typographe et graphiste français (° 17 avril 1932).
  - Robert Deleuse, romancier, nouvelliste, essayiste, adaptateur, traducteur et concepteur d'événements littéraires français (° 17 juillet 1950).
  - Bill Geddie, producteur de télévision américain (° 17 juillet 1955).
- 2024 :
  - Mike Ferraro, joueur et manager de baseball américain (° 18 août 1944).
  - Danilo Grébénart, préhistorien français (° 29 septembre 1935).
  - Manuel Laínz, prêtre jésuite, entomologiste, ptéridologue et botaniste espagnol (° 5 mai 1923).
  - Jerry Miller, auteur-compositeur, guitariste et chanteur américain (° 10 juillet 1943).
  - Moacir, footballeur brésilien (° 21 mars 1970).
  - Robert Rinchard, marcheur athlétique belge (° 29 mai 1931).
  - Melvin A. Ruderman, astrophysicien américain (° 25 mai 1927).
- 2025 :
  - Chandra Barot, réalisateur indien (° 1939).
  - Preta Gil, chanteuse, actrice, présentatrice et femme d'affaires brésilienne (° 8 juillet 1974).
  - Owen Gray, chanteur jamaïcain (° 5 juillet 1939).
  - José Maria Marin, footballeur, avocat, homme politique et dirigeant sportif brésilien (° 6 mai 1932).
  - Malcolm-Jamal Warner, acteur, producteur et réalisateur américain (° 18 août 1970).

## Célébrations

### Internationale
Nations unies : journée internationale du jeu d'échecs.

### Nationales
- Argentine, Brésil, Uruguay : día del amigo / dia do amigo / « jour des amis » inspiré par l'arrivée de l'homme sur la Lune en 1969 comme vu supra.
- Colombie : fête nationale commémorant l'épisode du vase de Llorente en 1810, point de départ à Bogota de l'indépendance du pays vis-à-vis de l'Espagne.
- Écosse (Royaume-Uni) : début de la « foire de Glasgow ».
- Honduras : día del Indio Lempira / « fête du cacique indien Lempira »), premier héros national.
- Mexique : día nacional del bibliotecario / « jour du bibliothécaire ».

### Saints des Églises chrétiennes

#### Saints catholiques et orthodoxes du jour
- Anségise de Fontenelle († 833) abbé.
- Apollinaire de Ravenne († IIe siècle) évêque de Ravenne[10].
- Aurèle de Carthage († 430) évêque de Carthage.
- Élie (IXe siècle av. J.-C.), originaire de Tishbé, prophète de l'Ancien Testament.
- Fulgence († IVe siècle) évêque en Éthiopie.
- Joseph Barsabas († Ier siècle) mentionné dans les Actes des Apôtres.
- Marguerite d'Antioche († 275) vierge et martyre.
- Paul de Cordoue († 851) diacre et martyr à Cordoue.
- Rurice de Limoges († 507) évêque de Limoges.
- Sévère de Trèves († 680) abbesse.
- Wulmar († 697) abbé.

#### Saints et bienheureux catholiques du jour
- Grégoire Lopez († 1596), missionnaire au Mexique chez les Indiens Chichimèques (fête majeure les 3 septembre).
- Joseph Marie Diaz Sanjurjo († 1857) évêque dominicain et martyr au Vietnam.
- Léon-Ignace Mangin († 1900) jésuite, et ses compagnons martyrs en Chine.
- Louis Novarese († 1984) fondateur du centre des volontaires de la souffrance.
- Madeleine Yi Yong-hui († 1839), Marthe Kim Song-im, Lucie Kim, Rose Kim, Marie Won Kwi-im, Thérèse Yi Mae-im, Anne Kim Chang-gum, et Jean-Baptiste Yi Kwang-nyol, martyrs à Séoul
- Rita (es) († 1936) et Françoise, sœurs de la Charité du Sacré Cœur, martyres.

#### Saints orthodoxes
Outre les saints œcuméniques voire pré-schismatiques ci-avant, aux dates parfois "juliennes" / orientales
- Ilia Tchavtchavadzé († 1907) dit « le Juste », né à Kvareli, écrivain et homme politique géorgien, martyr assassiné.

### Prénoms du jour
Bonne fête aux Aurèle, Aurélie, Aurélien(ne).
Et aussi aux :
- Élie et ses variantes : E/Élia, E/Élio, E/Éliacin, E/Élian, E/Éliane, E/Élias, E/Éliaz, E/Éliette, E/Élina, E/Éline, E/Éliott, Elliot, E/Élya, E/Élyette, Ilya, Ilija, Lélia voire Aliette et Léa etc.
- Aux Léon-Ignace,
- Marguerite et ses variantes : Daisy, Gaëdig, Magali, Magalie, Maggy, Maguelonne (voir(e) 22 juillet ?), Maguy, Margaret, Margarita, Margaux, Margot, Marjorie, Marge, Mégan, Mégane, Méganne, Meghan(e), Meghann(e), Peggy, Perle, etc. (fête majeure les 16 novembre).
- Marina et ses variantes : Marine, Marinella, Marin, Marino, Marinello, Marinette, etc.
- Aux Vulmer.

## Traditions et superstitions

### Dictons
- « À la sainte-Marguerite, forte pluie est maudite. »[12].
- « À la sainte-Marguerite, pluie jamais au paysan sourit. »
- « Autour de la sainte-Marguerite, longue pluie est maudite. »
  - « Mais la pluie à la sainte-Anne [26 juillet], pour lui [le paysan] c'est de la manne. »
- « S'il pleut à la sainte-Marguerite, les noix seront rentrées bien vite. »
- « Vers la sainte-Marguerite, toujours pluie est maudite. Le chou réussit, le froment pourrit. »[13]

### Astrologie
Signe du zodiaque : 29e jour du signe astrologique du cancer.

## Toponymie
Plusieurs voies, places, sites ou édifices de pays ou régions francophones contiennent cette date sous diverses graphies : voir Vingt-Juillet .